# Aszura (hinduizmus)
Az aszurák (szanszkrit: असुर, aszura) a hinduizmusban olyan démonok vagy gonosz szellemek, akik Ísvara (Isten) alatt, de az embernél magasabb fejlődési fokon állnak és akik a jóindulatú félistenekkel (dévák vagy szurák) vetélkednek a hatalomért. 
A hindu mitológiában a félistenek (és néha az emberek) ellenségeiként jelennek meg.

## Történet
A legkorábbi védikus szövegek Agnit, Indrát és más istenségeket is aszuráknak neveznek, abban az értelemben, hogy istenek a saját területükön és a világrenden őrködnek. A későbbi védikus irodalom már déváknak nevezi a jóindulatú istenségeket, míg a rosszindulatúakat aszuráknak, akik egymással szemben állnak. A jóindulatú dévákat Varuna és Indra vezeti, míg a rosszindulatú aszurákat Vritra  (a sárkány vagy kígyó alakja, az első démon). A félistenek (dévák) számos csatát vívnak velük, míg le nem győzik, és le nem taszítják az égből őket. Ezután lesznek a sötétség és az alvilág lakói.
Hasonló kép jelenik meg a Bibliában, a bukott angyalokról.

## Etimológia
Az aszura a szura szó (सुर) ellentéte, amely istenséget, fénylő lényt jelent. Az "a" előtag tehát tagadást jelent, aki ellentéte az előbbinek és leggyakrabban démonnak fordítják. A szanszkrit aszura szóval etimológiailag azonos az óperzsa ahura, mely Úr-at jelent (mint ahogy Ahura Mazdá - Isten nevében is megjelenik). Az ahura szóban a "h" betű szánszkrit "sz"-nek felel meg.

## Fordítás
- Ez a szócikk részben vagy egészben  az   Asura című angol Wikipédia-szócikk fordításán alapul.  Az eredeti cikk szerkesztőit annak laptörténete sorolja fel. Ez a jelzés csupán a megfogalmazás eredetét és a szerzői jogokat jelzi, nem szolgál a cikkben szereplő információk forrásmegjelöléseként.